# Cybister feraudi
Cybister feraudi är en skalbaggsart som beskrevs av Guignot 1934. Cybister feraudi ingår i släktet Cybister och familjen dykare. Inga underarter finns listade i Catalogue of Life.